# تليم خان عليا
تليم‌ خان عليا هي قرية في مقاطعة ماكو، إيران. عدد سكان هذه القرية هو 58 في سنة 2006.